# Melipotis harrisoni
Melipotis harrisoni là một loài bướm đêm trong họ Erebidae.